# Phytosus schatzmayri
Phytosus schatzmayri ist eine Art aus der Käferfamilie der Kurzflügler.  Die Art ist endemisch auf der Insel São Miguel, Inselgruppe der Azoren, politisch zu Portugal gehörend. Die wenig bekannte Art wurde nach ihrer Erstbeschreibung nie wiedergefunden und ist höchstwahrscheinlich heute ausgestorben.

## Beschreibung
Phytosus schatzmayri erreicht eine Körperlänge von 2 bis 2,8 Millimeter. Der Käfer ist überwiegend schwarz gefärbt und matt, der Halsschild und bisweilen auch der Kopf sind schwärzlichbraun, die Flügeldecken dunkel rötlichbraun, die äußerste Hinterleibsspitze rötlich, die Fühler, Taster und Beine lebhaft rötlichgelb. Sie besitzt die typische Körpergestalt der Kurzflügelkäfer. Typisch für die Arten der Gattung Phytosus sind die am Außenrand dicht mit Dornen besetzten Schienen der Vorder- und Mittelbeine, sie gehört zu den Kurzflüglern mit viergliedrigen Vorder- und Mitteltarsen (Tarsenformel 4,4,5) und dreigliedrigen Lippentastern. Bei der Art ist der Kopf fast so lang wie breit, nach hinten schwach erweitert, mit großen Komplexaugen, die ungefähr halb so lang sind wie der Kopf. Sein Integument ist durch ein feines Zellenmuster (Chagrinierung) glanzlos, er ist dicht grau behaart. Die Antennen sind ziemlich kurz und zur Spitze hin verdickt. Das Pronotum ist etwas breiter als der Kopf und genauso breit wie die Elytren. Es ist etwas länger als breit, vor der Mitte gerundet erweitert, zur Basis hin ausgeschweift verengt, längs der Mitte breit gefurcht, äußerst dicht chagrinartig punktiert und dicht graugelb behaart. Die Elytren sind deutlich (etwa ein Drittel) kürzer als der Halsschild, zusammen nur wenig breiter als lang und ähnlich wie der Halsschild skulpturiert und behaart. Der Hinterleib ist zur Spitze hin wenig erweitert, das erste bis fünfte Tergit sind vorn deutlich quer gefurcht. Er ist äußerst dicht und rau punktiert und dadurch glanzlos.
Die Art ist von den ähnlichen Arten (der Untergattung Actosus) an der dunkleren Färbung und dem dicht und rau punktierten Hinterleib unterscheidbar.

## Funde
Der einzige Nachweis der Art, der der Beschreibung durch Bernhauer zugrunde lag, wurde im Jahr 1935 von Schatzmayr am „Meeresstrand“ von Ponta Delgada auf der Insel São Miguel, der Hauptstadt der Azoren gesammelt. Die Art wurde später nie wiedergefunden. Sie wird deshalb in der Rote Listen gefährdeter Arten der IUCN als critically endangered, possibly extinct (vom Aussterben bedroht, möglicherweise ausgestorben) gelistet. Die Art ist eine von acht endemischen Kurzflügler-Arten der Inselgruppe der Azoren. Von Madeira, den Kanaren (Fuerteventura) und der nordafrikanischen Küste ist sonst nur die nahe verwandte und häufige Phytosus balticus bekannt geworden.

## Taxonomie und Systematik
Die Art wurde 1941 als Phytosus (Actosus) Schatzmayri durch den österreichischen Notar und Amateur-Entomologen Max Bernhauer, einen Experten für Staphyliniden, erstbeschrieben und zu Ehren des Entdeckers Artur Schatzmayr benannt. Phytosus ist eine Gattung von etwa 10 Arten, die alle Habitatspezialisten für den Lebensraum Strand, die Meeresküste, sind. Phytosus-Arten kommen an den Küsten von Westeuropa und Nordafrika, mit einer (ebenfalls nur einmal nachgewiesenen) Art auch an der Atlantikküste Nordamerikas, vor (eine ostasiatische Art wurde inzwischen in eine andere Gattung transferiert). Sie wurde früher einer Subtribus Phytosina der Tribus der Bolitocharini zugeordnet; diese wird seit 1978 als eigene Tribus Phytosini aufgefasst, die ausschließlich Habitatspezialisten der Küsten umfasst.
Innerhalb der Gattung gehört sie zur Untergattung Actosus, die dadurch gekennzeichnet ist, dass die Nahtlänge der Elytren viel kleiner als die Halsschildlänge ist.